# Заалгау
Заалгау (на немски: Saalgau) е през Средновековието гауграфство около Хамелбург в Бавария.

## Графове в Заалгау
Графовете в Заалгау са от фамилията Робертини и техните наследници фамилията на франкските Бабенберги:
- Хаймрих (Хеймо) († 5 май 795 убит в битка на Елба), 764 съосновател на манастир Лорш, ок. 771/785 граф във Ветерау, 772/782 граф в Оберрейнгау, 777 граф в Заалгау, 778 граф в Лангау, 784 абат на Мозбах, син на Канкор († сл. 782)
- Руадберт (Роберт), 817 граф в Заалгау, Оберрейнгау и Вормсгау, внук на Хаймрих, правнук на Канкор
- Попо (I), брат на Руадберт, 819/839 граф в Заалгау